# Paul Morgan (Schauspieler)

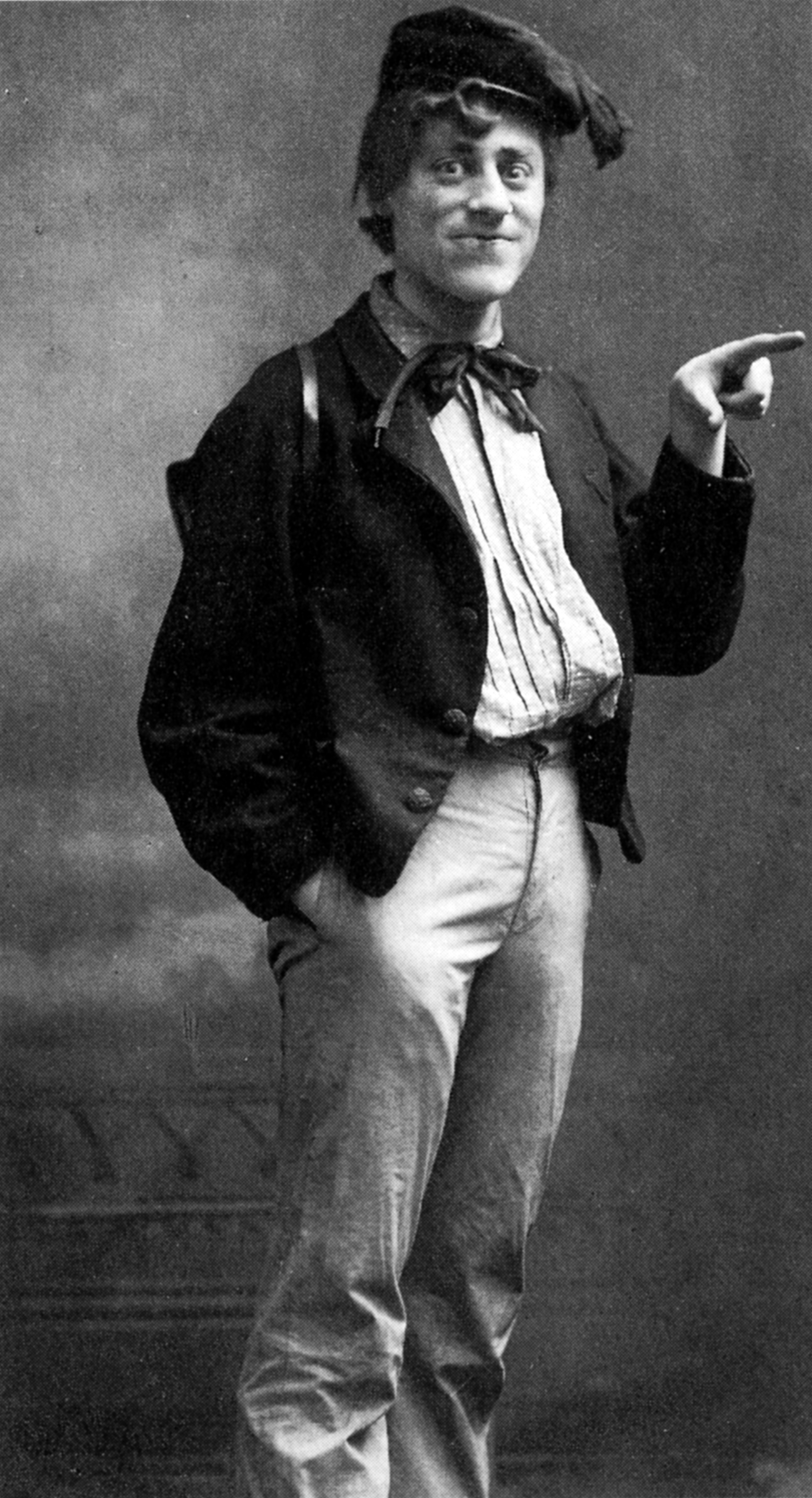
Paul Morgan auf einem seiner ersten Bühnenfotos (Wien, 1909)

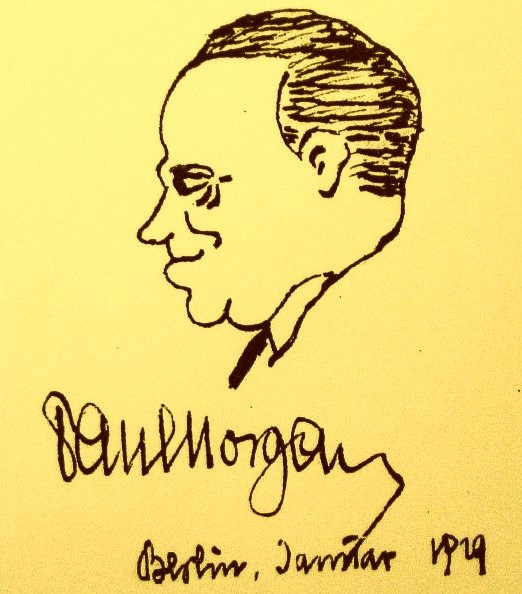
Selbstbildnis (1929)

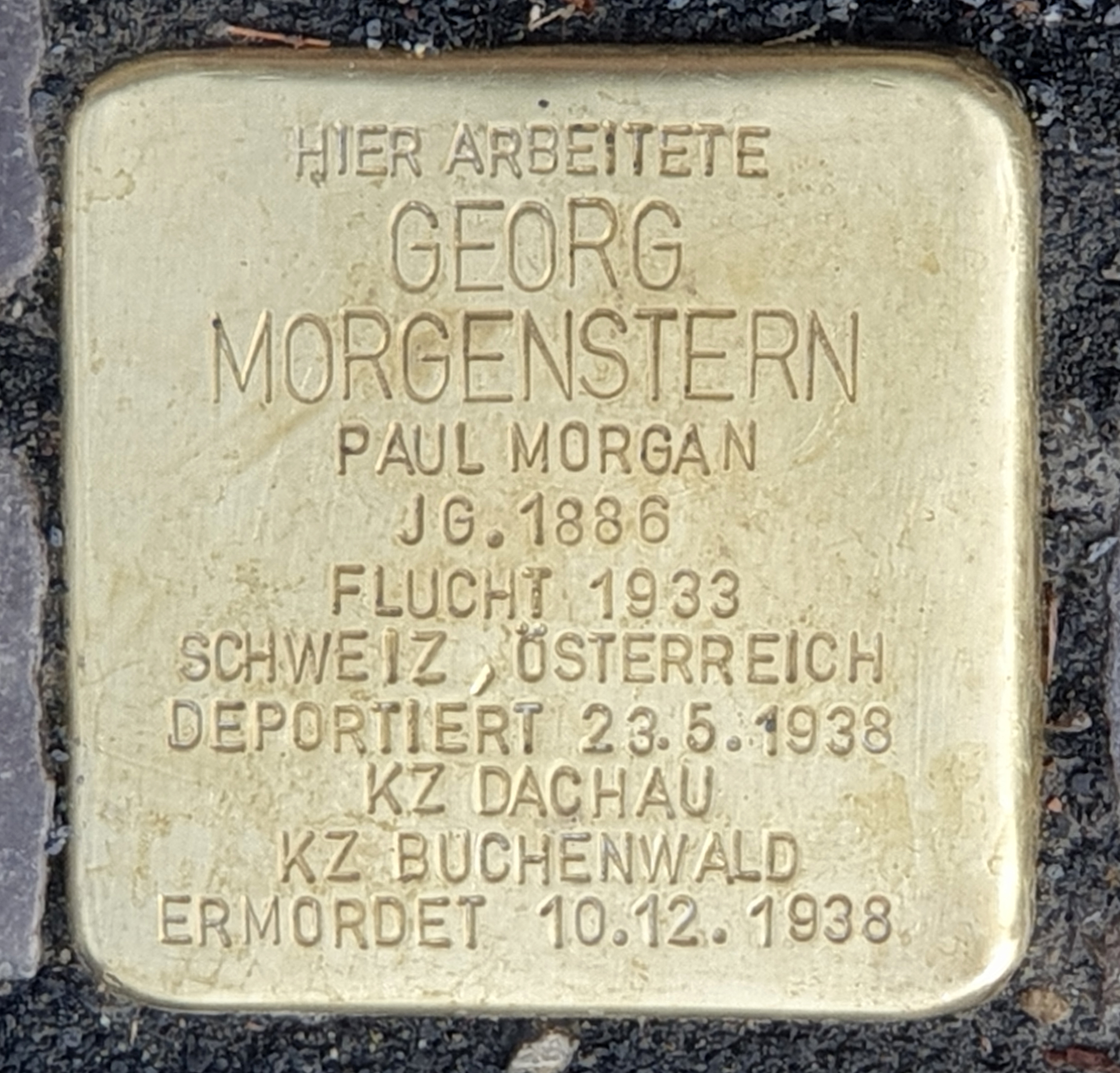
Stolperstein am Haus, Kantstraße 12, in Berlin-Charlottenburg

Paul Morgan (* 1. Oktober 1886 in Wien, Österreich-Ungarn; † 10. Dezember 1938 im Konzentrationslager Buchenwald; gebürtig Georg Paul Morgenstern) war ein österreichischer Schauspieler, Komiker und Librettist.

## Leben
Paul Morgan, mit bürgerlichem Namen Georg Paul Morgenstern, war der älteste Sohn des Rechtsanwalts Gustav Morgenstern und der Clementine Morgenstern. Er nahm Schauspielunterricht und besuchte die k.k. Akademie für Musik und darstellende Kunst in Wien und debütierte im August 1908 am Theater in der Josefstadt. Er spielte an den Jaro-Bühnen und verschiedenen Provinztheatern in Österreich-Ungarn und Deutschland. 1910 wirkte er als Statist erstmals in einem Film mit. 1917 heiratete er die Schauspielschülerin Josephine Lederer (1898–1986). 
1917 erhielt er ein Engagement am Berliner Lessingtheater. In den 1920er Jahren machte er sich einen Namen als Conférencier im Theater von Rudolf Nelson sowie bei den Revuen von Herman Haller und Erik Charell. Zusätzlich trat er beim Kabarett Größenwahn und im Kabarett Die Rakete auf. Zusammen mit Kurt Robitschek und Max Hansen gründete er Ende 1924 das Kabarett der Komiker in Berlin, in dem große Komiker und Kabarettisten wie Werner Finck, Wilhelm Bendow oder sehr viel später Heinz Erhardt auftraten. Mit Max Hansen und Wilhelm Bendow nahm Morgan Ende der 1920er Jahre auch mehrere Schallplatten auf.
Zwischen 1919 und 1933 spielte Paul Morgan in über 50 Filmen mit. Im Herbst 1930 hielt er sich in Hollywood auf, wo er in deutschen Versionen amerikanischer Filme mitwirkte. Nach der „Machtergreifung“ der Nationalsozialisten emigrierte er im Mai 1933 über die Schweiz nach Österreich. Seine Filmkarriere war praktisch beendet, er kam in Wien und in der Tschechoslowakei nur zu einigen Theaterauftritten. Um 1935/36 schrieb er das Libretto zu Ralph Benatzkys musikalischem Lustspiel Axel an der Himmelstür.
Am 22. März 1938, wenige Tage nach dem Anschluss Österreichs, wurde Morgan verhaftet, angeblich wegen eines Briefes von Gustav Stresemann († 1929), und wurde im Mai 1938 in das Konzentrationslager Dachau deportiert und im September ins Konzentrationslager Buchenwald verlegt. Dort starb er im Dezember 1938. Als offizielle Todesursache wurde eine Lungenentzündung angegeben.

## Gedenken
Am 24. September 2024 wurde vor dem Theater des Westens in Berlin-Charlottenburg, ein Stolperstein für Paul Morgan verlegt.

## Filmografie
- 1915: Der Herr ohne Wohnung
- 1916: Einen Jux will er sich machen
- 1917: Der Viererzug
- 1917: Wenn die Liebe auf den Hund kommt
- 1918: Das Nachtlager von Mischli-Mischloch
- 1919: Halbblut
- 1919: Wolkenbau und Flimmerstern
- 1919: Die Reise um die Erde in 80 Tagen
- 1919: Unheimliche Geschichten
- 1919: Komtesse Dolly
- 1919: Die Puppe
- 1919: Die Prostitution (2 Teile)
- 1919: Die blonde Loo
- 1919: Die Herrin der Welt, 4. Teil: König Makombe
- 1920: Die Kwannon von Okadera
- 1919/20: Die Spinnen (2 Teile)
- 1920: Die Herrin der Welt, 6. Teil: Die Frau mit den Milliarden

- 1920: Kurfürstendamm
- 1920: Anständige Frauen
- 1920: Gerechtigkeit[4]
- 1921: Der Mann ohne Namen (6 Teile)
- 1921: Kämpfende Herzen
- 1922: Kauft Mariett-Aktien
- 1924: Hedda Gabler
- 1925: Die Blumenfrau vom Potsdamer Platz
- 1925: Liebe und Trompetenblasen
- 1925: Das Mädchen mit der Protektion
- 1925: Der Hahn im Korb
- 1925: Elegantes Pack
- 1925: Der Bankkrach Unter den Linden
- 1926: Die drei Mannequins
- 1926: Die dritte Eskadron
- 1926: Familie Schimek
- 1926: Die geschiedene Frau
- 1926: In der Heimat, da gibt’s ein Wiedersehn!
- 1926: Schatz, mach’ Kasse
- 1926: Der dumme August des Zirkus Romanelli
- 1926: Wir sind vom K. u. K. Infanterie-Regiment
- 1926: Die Brüder Schellenberg
- 1926: Die Welt will belogen sein
- 1926: Wehe, wenn sie losgelassen
- 1926: Wien – Berlin
- 1926: Die Königin des Weltbades
- 1926: Trude, die Sechzehnjährige
- 1926: Die Piraten der Ostseebäder
- 1927: Einbruch
- 1927: Der fröhliche Weinberg
- 1927: Die raffinierteste Frau Berlins
- 1927: Ein schwerer Fall
- 1927: Der Himmel auf Erden
- 1927: Venus im Frack
- 1927: Familientag im Hause Prellstein
- 1927: Die glühende Gasse
- 1927: Die Welt ohne Waffen
- 1928: Dyckerpotts Erben
- 1928: Moral
- 1928: Mikosch rückt ein
- 1929: Alte Kleider
- 1929: Mascottchen
- 1929: Sündig und süß
- 1929: Wer wird denn weinen, wenn man auseinandergeht
- 1929: Fräulein Else
- 1929: Fräulein Fähnrich
- 1930: Zwei Herzen im Dreiviertel-Takt
- 1930: Die vom Rummelplatz
- 1930: Das Kabinett des Dr. Larifari
- 1930: Komm’ zu mir zum Rendezvous
- 1930: Königin einer Nacht
- 1930: Nur Du
- 1930: Wien, du Stadt der Lieder
- 1930: Zweimal Hochzeit
- 1931: Arm wie eine Kirchenmaus
- 1931: Ehe mit beschränkter Haftung
- 1931: Einer Frau muß man alles verzeih’n
- 1931: Liebeskommando
- 1931: Menschen hinter Gittern
- 1931: Schuberts Frühlingstraum
- 1931: Strohwitwer
- 1931: Wir schalten um auf Hollywood
- 1931: Casanova wider Willen
- 1932: Holzapfel weiß alles
- 1932: Ein Lied, ein Kuß, ein Mädel
- 1932: Der Frauendiplomat
- 1933: Ich und die Kaiserin
- 1933: Welle 4711
- 1936: Katharina die Letzte

## Tondokumente (Auswahl)
- In der Bar. Humoristische Szene (Max Hansen und Paul Morgan) Max Hansen, der Optimist, und Paul Morgan, der Pessimist. Polydor 21 056 (mx. 1094 BH-IV)
- Familienleben. Humoristische Szene (Max Hansen und Paul Morgan) Max Hansen, der Optimist, und Paul Morgan, der Pessimist. Polydor 21 056 (mx. 1095 BH-IV), aufgen. 1928
- Paul Morgan kauft Platten I und II (Morgan) Parlophon B.12 103 (mx. 30 373, 30 374 L)
- Paul Morgan erzählt Witze, I und II. Parlophon B.12 016 (mx. 36 408, 36 409 L).
- Rennbahngespräche 1. und 2. Teil, Originalvortrag von Paul Morgan und Wilhelm Bendow, mit Orchester. Parlophon P.2224-I und -II (mx. 8827, 8828)
- Die Keuschheitskommission. Lied aus der Operette „Casanova“. Musik von Johann Strauß, bearbeitet von Ralph Benatzky, Text von Rudolf Schanzer und Ernst Welisch. Paul Morgan mit Chor und Orchester des Großen Schauspielhauses, Berlin. Electrola EG 949 (mx. BLR 4426), aufgenommen am 20. August 1928
- Das Rothschild-Lied (Willy Prager). Paul Morgan mit Hans Sommer, Klavier. Electrola EG 1214 (mx. BL 5101), aufgenommen 27. Februar 1929
- Silvesterfeier. Text von Paul Morgan. Paul Morgan mit Ensemble. Ultraphon A 235 (mx. 10 365), aufgenommen im Oktober 1929
- Neujahrsmorgen. Text von Paul Morgan. Paul Morgan mit Ensemble. Ultraphon A 235 (mx. 10 366), aufgenommen im Oktober 1929
- Zeitungsparodie. Text von Kurt Robitschek. Paul Morgan. Ultraphon A 267 (mx. 10367/68), aufgenommen im Oktober 1929

## Wiederveröffentlichung auf CD
- Paul Morgan: Eine Stimme kehrt zurück. Preiser Records 90155 (1999)